# Amantle Montsho
Amantle Montsho (* 4. Juli 1983 in Mabudutsa) ist eine botswanische Sprinterin, die sich auf den 400-Meter-Lauf spezialisiert.

## Sportliche Laufbahn
Erste internationale Erfahrungen sammelte Amantle Montsho bei den Afrikaspielen 2003 in Abuja, bei denen sie mit 55,06 s im Halbfinale des 400-Meter-Laufs ausschied. Im Jahr darauf scheiterte sie bei den Afrikameisterschaften in Brazzaville mit 54,06 s ebenfalls in der ersten Runde, qualifizierte sich aber doch für die Olympischen Spiele in Athen und war somit die erste Frau aus Botswana, die bei Olympia an den Start ging. Mit neuem Landesrekord von 53,77 s in der ersten Runde konnte sie sich aber nicht für das Halbfinale qualifizieren. Ihre Teilnahme ohne die vorherige Erfüllung einer Qualifikationsnorm war nur möglich, weil sie die einzige weibliche Starterin ihres Landes war und dadurch von einer Ausnahmeregelung profitierte. Im Jahr darauf nahm sie dann an den Weltmeisterschaften in Helsinki teil, aber auch dort war sie mit 53,97 s weit von der Weltspitze entfernt. 2006 gelangte sie bei den Commonwealth Games in Melbourne bis in das Halbfinale, in dem sie mit 53,07 s ausschied. Im selben Jahr gewann sie dann bei den Afrikameisterschaften in Bambous mit 52,68 s die Silbermedaille über 400 Meter hinter Amy Mbacké Thiam aus dem Senegal. Anschließend wurde sie beim Leichtathletik-Weltcup 2006 in Athen mit der afrikanischen 4-mal-400-Meter-Staffel in 3:27,65 min Sechste.
2007 gewann sie bei den Afrikaspielen in Algier in 51,13 s die Goldmedaille über 400 Meter und schlug damit die favorisierten Läuferinnen aus Nigeria. Zudem wurde sie im 200-Meter-Lauf in 23,71 s Fünfte. Bei den Weltmeisterschaften in Osaka steigerte sie ihre persönliche Bestleistung auf 50,90 s und verpasste mit dieser Zeit den Finaleinzug nur knapp. 2008 gelangte sie bei den Hallenweltmeisterschaften in Valencia bis ins Halbfinale, in dem sie mit 53,21 s ausschied. Anschließend wurde sie in Addis Abeba mit persönlicher Bestleistung von 49,83 s Afrikameisterin im 400-Meter-Lauf. Damit qualifizierte sie sich regulär für die Olympischen Spiele in Peking, bei denen sie mit 51,18 s im Finale den sechsten Platz belegte. Im Jahr darauf wurde sie bei den Weltmeisterschaften in Berlin in 50,65 s Siebte.
2010 nahm sie erneut an den Hallenweltmeisterschaften in Doha teil und erreichte mit 52,53 s den vierten Platz. Zuvor hatte sie bei der Veranstaltung ihren eigenen Landesrekord im Vorlauf erst auf 52,72 s und im Halbfinale dann auf 52,34 s verbessert. Im selben Jahr verteidigte sie bei den Afrikameisterschaften in Nairobi in 50,03 s erfolgreich ihren Titel und wurde mit der botswanischen Stafette in 3:37,17 min Siebte. Anschließend siegte sie in 49,89 s beim Leichtathletik-Continentalcup 2010 in Split und wurde mit der Afrikastaffel Dritte. Anfang Oktober siegte sie auch erstmals bei den Commonwealth Games in Neu-Delhi, bei denen sie 50,10 s lief. Im Staffelbewerb wurde sie in 3:38,44 min Sechste. Bei den Weltmeisterschaften 2011 im südkoreanischen Daegu sicherte sie sich mit einer persönlichen Bestleistung von 49,56 s den Titel vor den US-Amerikanerinnen Allyson Felix und Francena McCorory. Wenig später verteidigte sie ihren Titel bei den Afrikaspielen in Maputo in 50,87 s erfolgreich. 2012 siegte sie bereits zum dritten Mal in Folge bei den Afrikameisterschaften in Porto-Novo in 49,54 s und gewann erstmals auch mit der Staffel in 3:31,27 min die Silbermedaille hinter der Mannschaft aus Nigeria. Sie galt damit als Mitfavoritin für die Olympischen Spiele in London, bei denen sie mit einer Zeit von 49,75 s im Finale Bronze nur um drei Hundertstel Sekunden verpasste.
Im Jahr darauf gewann sie bei den Weltmeisterschaften in Moskau in 49,41 s die Silbermedaille hinter Christine Ohuruogu aus dem Vereinigten Königreich. Zudem scheiterte sie mit der Staffel mit 3:38,96 min im Vorlauf. Bei den Commonwealth Games 2014 wurde Montsho positiv auf Methylhexanamin getestet und wegen dieses Dopingvergehens für zwei Jahre gesperrt. Ihre Rückkehr erfolgte bei den IAAF World Relays 2017 auf den Bahamas, bei denen sie mit 3:30,13 min den sechsten Platz belegte. Sie qualifizierte sich auf Anhieb für die Weltmeisterschaften in London, bei denen sie mit 51,28 s im Halbfinale ausschied. Zudem sicherte sie sich mit der Staffel im Finale Platz sieben. Bei den Commonwealth Games 2018 im australischen Gold Coast siegte sie überraschend ein weiteres Mal in 50,15 s und gewann auch im Staffelbewerb in 3:26,86 min die Bronzemedaille hinter Jamaika und Nigeria. Im Jahr darauf gewann sie bei den Afrikaspielen in Rabat in 3:31,96 min die Silbermedaille mit der botswanischen Staffel hinter Nigeria. Bei den World Athletics Relays 2021 im polnischen Chorzów verpasste sie mit 3:34,99 min den Finaleinzug in der 4-mal-400-Meter-Staffel. Im August startete sie ein weiteres Mal bei den Olympischen Spielen in Tokio, konnte dort aber ihren Vorlauf nicht beenden. Während der Eröffnungsfeier war sie gemeinsam mit dem Boxer Rajab Otukile Mahommed die Fahnenträgerin ihrer Nation.
In den Jahren 2004 und 2017 wurde Montsho Botswanische Meisterin im 400-Meter-Lauf. Zwischen 2011 und 2013 sicherte sich Montsho die Gesamtwertung der IAAF Diamond League.

## Persönliche Bestleistungen
- 200 Meter: 22,89 s (0,0 m/s), 3. Mai 2012 in Fukuroi (botswanischer Rekord)
- 400 Meter: 49,33 s, 19. Juli 2013 in Monaco (botswanischer Rekord)
  - 400 Meter (Halle): 52,34 s, 12. März 2010 in Doha (botswanischer Rekord)